# 白砂ゆの
白砂 ゆの（しらすな ゆの、1990年8月12日 - ）は、日本のAV女優。アスタープロモーション所属。
身長:147 cm。スリーサイズ:B85(C)・W58・H86cm。趣味・特技:ネイル、器械体操

## 略歴・人物
2009年にデビューしたロリ系AV女優である。

## 出演作品

### アダルトビデオ
2009年
- エスカレートするドしろーと娘 素人かんぜんだましどり 154 （9月2日、プレステージ）
- SOD女子社員達のプライベートな赤裸々映像が流出 SOD役員付き秘書課同期入社2年目『私達は、絶対脱ぎません』 （5月7日、SODクリエイト）※「白井由美子」名義
- REC 65 （5月13日、プレステージ）
- 発情変態娘 〜快楽の虜になったメス〜 1 （6月2日、プレステージ）
- ロリータ足コキ （7月10日、I.B.WORKS）…オムニバス作品
- チマタでウワサの匿名で守られた軟体女子校生がマッサージする軟体エステでメンズ下半身を癒すイケナイ女子校生に密着24時 （8月6日、ディープス）…オムニバス作品
- 超絶美人女子社員だからこそ撮ることができた、SOD女子社員たちとの超Hな個人AV撮影♥ （8月20日、SODクリエイト）…オムニバス作品 ※「白井由美子」名義
- 妹夜這い盗撮 2 （8月28日、I.B.WORKS）…オムニバス作品
- JK・女子校生の放課後 手を使わない女子校生のフェラ （9月4日、AFRO FILM）…オムニバス作品
- JK・女子校生の放課後 おっぱい乳首いじり 3 （9月4日、AFRO FILM）…オムニバス作品
- スク水ディルドオナニー （9月11日、I.B.WORKS）…オムニバス作品
- JK・女子校生の放課後 ディルドオナニー 2 （10月9日、AFRO FILM）…オムニバス作品
- JK・女子校生の放課後 センズリお手伝い フェラ編 3 （11月6日、AFRO FILM）…オムニバス作品
- JK・女子校生の放課後 見せつけオナニー 2 （11月16日、AFRO FILM）…オムニバス作品
- JK・女子校生の放課後 スク水ッ娘に悪戯。 （11月16日、AFRO FILM）…オムニバス作品
- 未成熟貧乳パイズリ （11月27日、I.B.WORKS）…オムニバス作品
- ザ・ギャルナン Vol.25 （12月17日、グローリークエスト）…オムニバス作品

2010年
- BANQUISH 42 （1月22日、AVANTGARDE）
- 人間カーリング （2月18日、ディープス）
- 極みのおしり 第2弾 （2月19日、ex）…オムニバス作品
- BLACK GAL OUTDOOR RAPE 黒ギャル野外レイプ （2月19日、GLAY'z）…オムニバス作品
- ロリはめ 23 （2月26日、I.B.WORKS）…オムニバス作品
- 感じるジャーニー02 気持ちいいカラダの旅ってことです。 TEH GREATEST PARTY SPECIAL!! （3月26日、KUKI）
- 娘がタチで母ノンケ 家庭内レズビアン 5 （4月23日、H2 PROJECT）
- Vampire Lemonade Di3 LIMITED EDITION 006 （5月25日、デジタルアーク）
- タイトスカート尻コキ （6月1日、Fetishist）…オムニバス作品
- やわらかいカラダ 〜女子体操選手〜 （9月10日、KTファクトリー）
- 少女どれい 3 （10月1日、中嶋興業）
- NAMANAKA GALS 05 （10月29日、ピエロ）…オムニバス作品
- ジガドリ★オナニー 21 （11月9日、ラハイナ東海）…オムニバス作品

### アダルトサイト
- 白砂ゆの （JK5）
- No.328 SAKI （Hime Mix）
- 性欲を満たす肉人形にされる幼い少女 （モモプリッ!）
- ロリータ水着少女の柔らか股間に食い込むディルド （モモプリッ!）
- 小さな乳房で極太肉棒を挟みしごく白砂ゆのちゃん （モモプリッ!）
- 白砂ゆの超舌技接写フェラ （モモプリッ!）
- ロリ少女・白砂ゆのちゃんがいやいや放尿 （モモプリッ!）
- 寝静まった白砂ゆのちゃんの部屋へ夜這い （モモプリッ!）
- 白砂ゆの顔上手コキ （モモプリッ!）

### イメージビデオ
- 素人着エロ倶楽部 ゆのちゃん 19才 （2009年4月10日、写女）
- 昇天 （2010年1月22日、心交社） ※「千場みさと」名義